# Handelsblatt

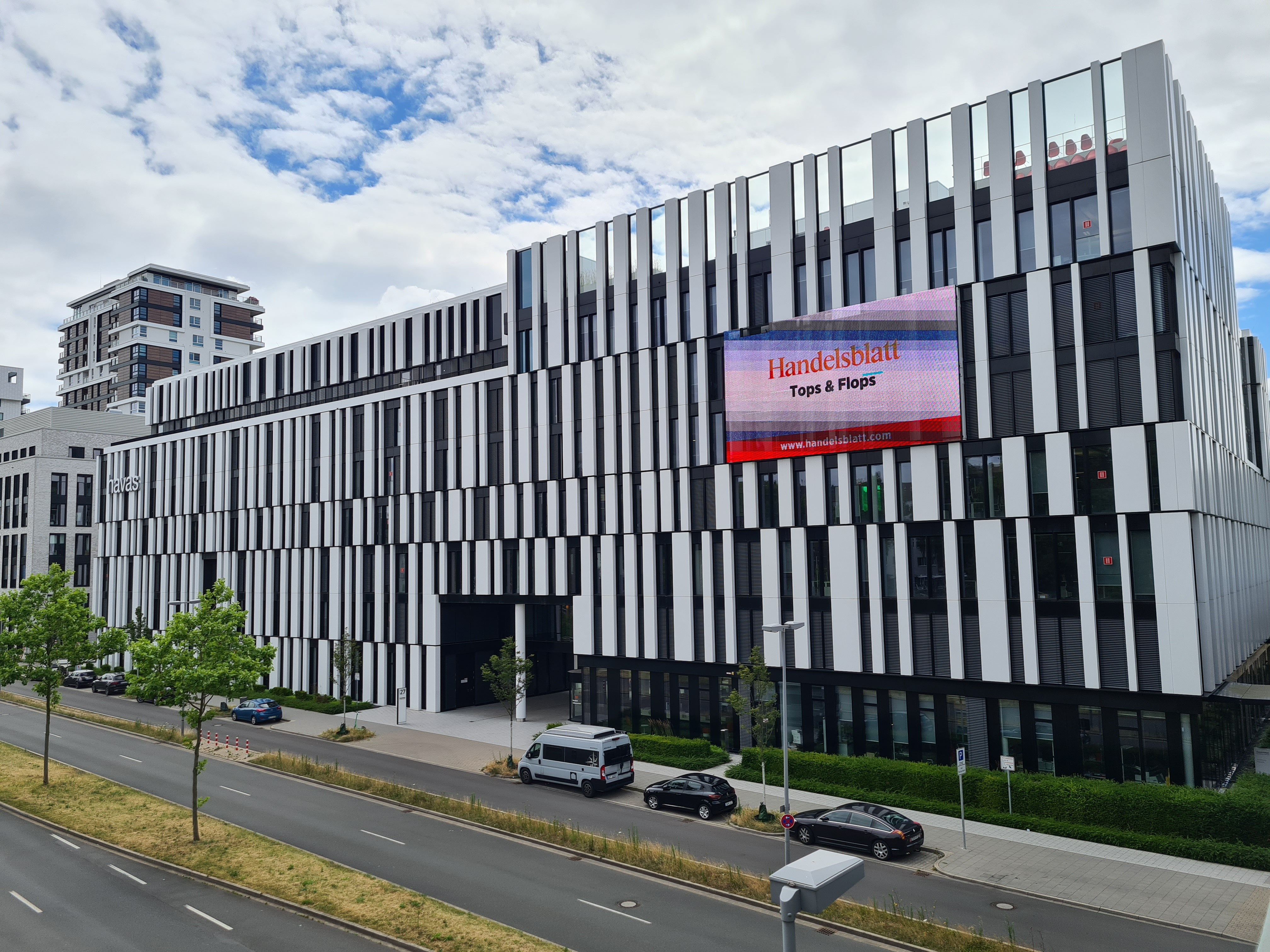
Sitz der Handelsblatt-Redaktion an der Toulouser Allee 27 in Düsseldorf

Das Handelsblatt ist eine deutsche Tageszeitung. Die Wirtschafts- und Finanzzeitung in deutscher Sprache wird von der Düsseldorfer Handelsblatt Media Group publiziert, die ihrerseits zur Holtzbrinck-kontrollierten DvH Medien GmbH gehört. Chefredakteur ist seit dem 1. Januar 2021 Sebastian Matthes.
Das Handelsblatt ist Pflichtblatt der Wertpapierbörsen in Frankfurt am Main und Düsseldorf. Die verkaufte Auflage beträgt 115.520 Exemplare, ein Minus von 28,4 Prozent seit 1998. 2017 wurde es im Rahmen des European Newspaper Award als „beste Zeitung Europas“ ausgezeichnet. Laut GPRA-Vertrauensindex war das Handelsblatt 2016 die vertrauenswürdigste Tageszeitung Deutschlands. 2020 war es in Deutschland die meistzitierte Wirtschaftszeitung.

## Geschichte

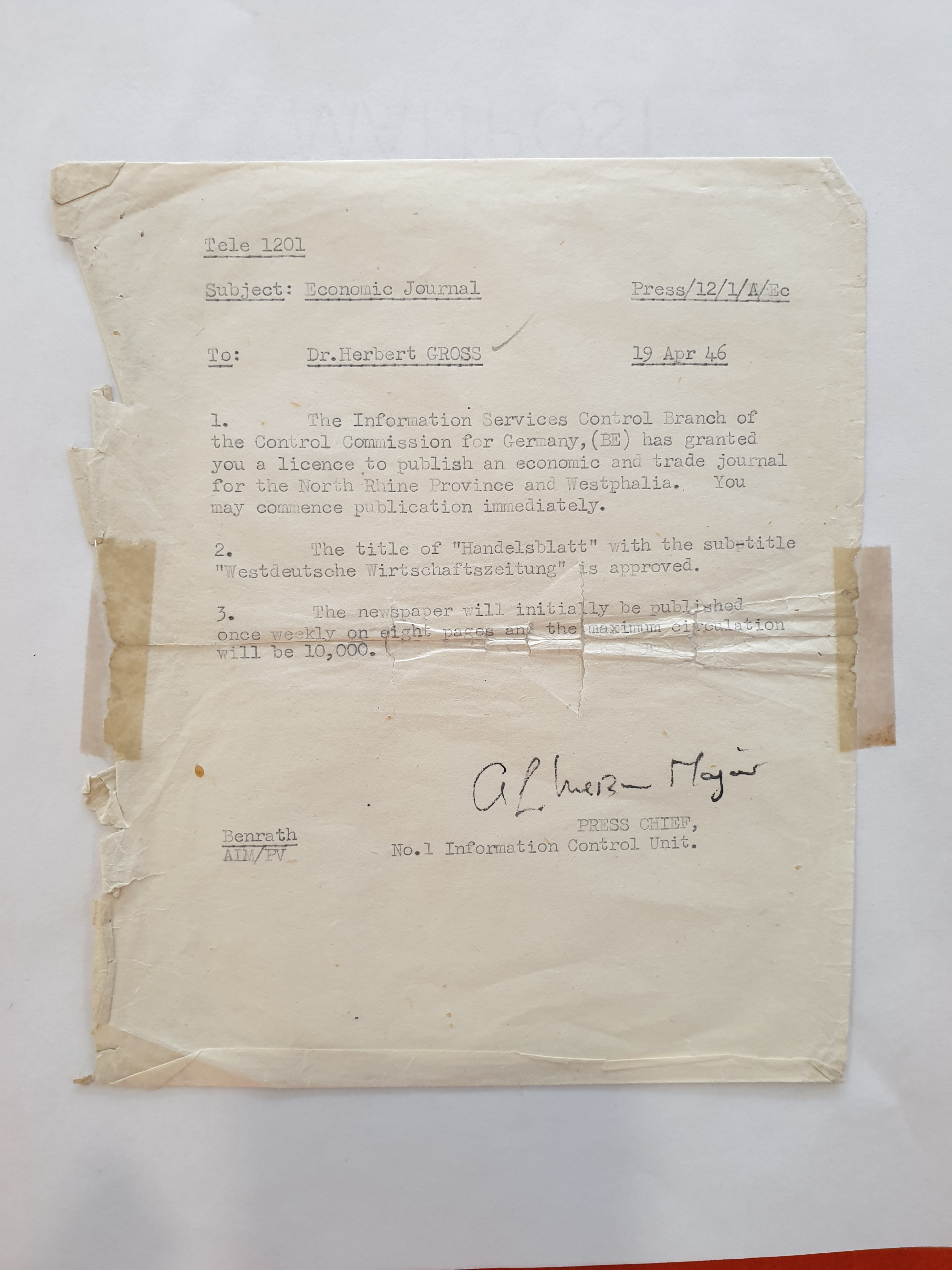
Foto der Original-Lizenz für die Herausgabe einer Wirtschaftszeitung, die der Journalist Herbert Gross im Frühjahr 1946 bei den britischen Militärbehörden beantragte

Im Frühjahr 1946 beantragte der Journalist Herbert Gross bei den britischen Militärbehörden die Lizenz für die Herausgabe einer Wirtschaftszeitung. Er bekam diese mit der Auflage, dass die Zeitung frei von nationalsozialistischem Gedankengut bleiben und für die Demokratie und ein friedliches Zusammenspiel von Arbeit und Kapital eintreten solle. Da es an Papier mangelte, durften wöchentlich nur 10.000 Exemplare mit nicht mehr als acht Seiten gedruckt werden. Die Veröffentlichung von Anzeigen wurde nicht erlaubt.
Am 16. Mai 1946 erschien die erste Ausgabe des Handelsblatts. Nachdem sich die Papierzuteilungen schon 1947 verbessert hatten, konnten Anzeigen veröffentlicht und die Auflage erhöht werden.
Die Ära Gross endete nach wenigen Monaten. Gross blieb dem Blatt als freier Autor verbunden. Neuer Lizenznehmer wurde der Gründungschefredakteur des Handelsblatts, Friedrich Vogel. Zweiter Lizenznehmer wurde der Wirtschaftsprüfer Erich Potthoff. Potthoff schrieb regelmäßig eine Kolumne in der Zeitung, außerdem trug er maßgeblich zur Gründung der Zeitschrift Der Betrieb bei, deren erste Ausgabe im Januar 1948 erschien. 1949 schied Potthoff aus dem Verlag aus. Da 1949 die Lizenzpflicht, die Zensur und andere Auflagen wegfielen, war Vogel nun alleiniger Inhaber der Zeitung.
Ab 1949 erschien das Handelsblatt dreimal pro Woche und ab 1959 börsentäglich. Im Jahre 1961 veränderte sich das äußere Bild der Zeitung. Insbesondere wurden mehr Bilder, Fotos und dann auch Karikaturen aufgenommen. 1964 übernahm das Handelsblatt die „Deutsche Zeitung“, ein ebenfalls 1946 gegründetes Wirtschaftsblatt. Die „Deutsche Zeitung“ blieb bis 1970 Untertitel des Handelsblatts. Bis 1966 war der spätere Schriftsteller Christoph von Imhoff, zuvor Ressortleiter beim Kölner Stadt-Anzeiger, stellvertretender Chefredakteur.
Im Jahre 1969 nahm Friedrich Vogel, mittlerweile 67 Jahre alt und ohne Nachkommen, Georg von Holtzbrinck zunächst als Minderheitsgesellschafter auf. Mit von Holtzbrinck als Partner begann eine neue Zeit. Der erste Schritt: 1970 wurde der Konkurrent Industriekurier übernommen. Zum langjährigen Chefredakteur avancierte Klaus Bernhardt.
Das Jahr 1983 brachte für den Verlag erhebliche Veränderungen: Ein neues Verlagshaus in der Düsseldorfer Kasernenstraße wurde bezogen. Gleichzeitig veränderte die Zeitung ihr Gesicht, ihr Format sowie den Druckort. Nach dem ersten großen Auflagenschub binnen fünf Jahren von 44.000 auf 78.000, der der Fusion mit dem „Industriekurier“ gefolgt war, wuchs die Auflage nun – ebenfalls innerhalb von fünf Jahren – von knapp 85.000 auf über 120.000 Exemplare.

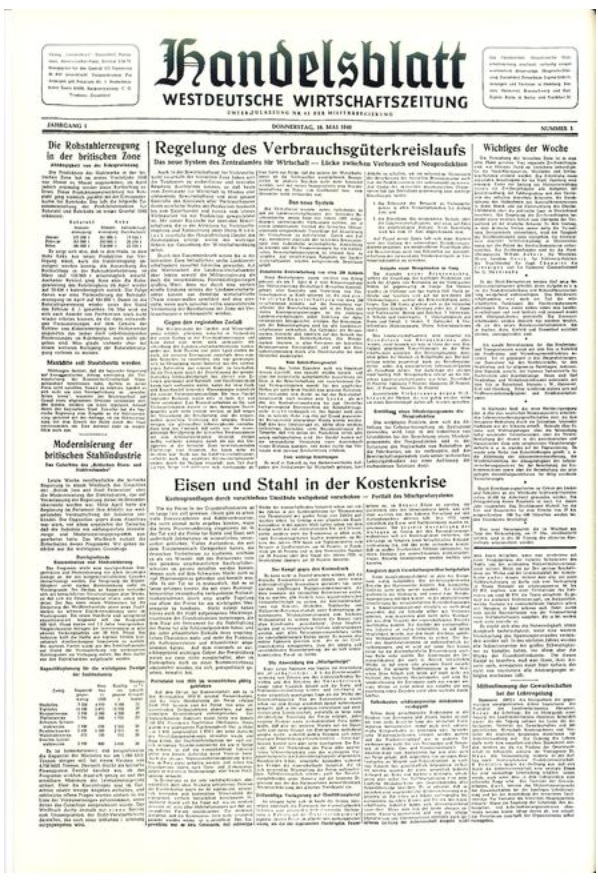
Das erste Handelsblatt erschien am 16. Mai 1946 mit der Schlagzeile „Regelung des Verbrauchsgüterkreislaufs“

1994 und 1997 wurde das Design des Handelsblatt gründlich überarbeitet, die Finanzzeitung erheblich ausgeweitet und auf Sonderseiten neue Themen angegangen (beispielsweise „Unternehmen Sport“). Nachdem der Wettbewerber Financial Times Deutschland für 1999 angekündigt worden war, wurden Redaktion und Korrespondentennetz verstärkt. Außerdem wurde die Zeitung inhaltlich weiter ausgebaut, äußerlich farbiger und moderner aufbereitet.
Langjähriger Chefredakteur des Handelsblatts war der Steuer- und Arbeitsrechtler Hans Mundorf. Danach folgten Thomas Knipp (2002–2004) und Bernd Ziesemer (2002–2010). Ziesemer verließ die Zeitung in der zweiten Hälfte des Jahres 2010; neuer Chefredakteur wurde zum 1. April 2010 Gabor Steingart, zuvor Redakteur des Nachrichtenmagazins Der Spiegel, zuletzt als Korrespondent in Washington, D.C. Steingart wurde im Oktober 2012 in die dreiköpfige Geschäftsführung der Handelsblatt Media Group berufen (Antritt 1. Januar 2013). Ihm folgte als Chefredakteur Hans-Jürgen Jakobs zum 1. Januar 2013. Seit Anfang 2015 teilte sich Jakobs den Posten mit Sven Afhüppe, der seit dem 1. Januar 2016 alleiniger Chefredakteur der Zeitung war.
2018 wurde der ehemalige Chefredakteur und damalige Herausgeber des Handelsblatts Gabor Steingart plötzlich entlassen. Sein Abgang löste eine öffentliche Diskussion aus. In einem Artikel vom 7. Februar 2018 benannte Steingart den Machtkampf an der SPD-Spitze einen „perfekten Mord“ des Parteivorsitzenden Martin Schulz an Außenminister Sigmar Gabriel. Verleger von Holtzbrinck erklärte, er und Steingart hätten „Differenzen in wesentlichen gesellschaftsrechtlichen Fragen“ und eine „im Einzelfall – unterschiedliche Beurteilung journalistischer Standards“.
Laut Spiegel ging es bei der Entlassung um unterschiedliche strategische Pläne für die Handelsblatt Media Group. Steingart habe enorme Investitionen verlangt und soll den Verkauf von Fachzeitschriften angeregt haben. Auch kritisierte er den Aufsichtsrat als falsch zusammengestellt und nicht digitalaffin. Das manager magazin schrieb, dass Steingarts gescheiterte Projekte wie die Handelsblatt Global Edition zu Verlusten von gut 15 Millionen Euro geführt hätten – vor allem Holtzbrincks Aufsichtsratschef Grabner wollte das nicht länger hinnehmen. Hinzu kam, dass Steingart mit äußerst weitgehenden Werbegeschäften die üblichen Grenzen zwischen Redaktion und Verlag einriss.
Seit November 2009 erscheint das Handelsblatt im Tabloidformat. 2011 wurde die kostenpflichtige App Handelsblatt First gestartet, die 2013 durch die ebenfalls kostenpflichtige App Handelsblatt Live ersetzt wurde. 2016 wurde zusätzlich die kostenpflichtige App Handelsblatt 10 veröffentlicht und 2018 wurden die beiden Apps im Rahmen der Einführung einer neuen Paid-Content-Strategie zugunsten der regulären Handelsblatt-App eingestellt.
Im September 2014 wurde mit der Handelsblatt Global Edition eine kostenpflichtige englischsprachige Digitalausgabe der Zeitung gestartet. Zum Ende des Jahres 2018 wurde sie in das kostenlose Handelsblatt Today umgewandelt, das Ende Februar 2019 eingestellt wurde.
Im Oktober 2014 lag dem Handelsblatt erstmals das Handelsblatt Magazin als Supplement bei. Das Magazin erscheint mehrmals im Jahr und beleuchtet „die schönen und persönlichen Seiten der Wirtschaft“. Chefredakteur war bis Ende 2020 Thomas Tuma.
Die Handelsblatt Media Group gliedert sich in drei journalistische Geschäftsfelder: Print, Digital und Live-Events. Zudem vergibt die Media Group zahlreiche Preise, darunter den seit 2007 verliehenen Deutschen Wirtschaftsbuchpreis für das beste Wirtschaftsbuch des Jahres. Weitere Preise sind unter anderem die „Hall of Fame der Familienunternehmen“.
Ende November 2020 gab das Handelsblatt bekannt, dass Chefredakteur Sven Afhüppe die Zeitung im Dezember 2020 verlassen wird. Neuer Chefredakteur ist seit dem 1. Januar 2021 Sebastian Matthes. Matthes war zuvor einer der drei Stellvertreter von Afhüppe und außerdem „Head of Digital“.
Zum 75-jährigen Jubiläum des Handelsblatts erschien am 7. Mai 2021 eine Sonderausgabe mit dem Titel „75 Ideen, die Deutschland voranbringen“.

## Ressorts
Im Gegensatz zu den anderen überregionalen Tageszeitungen in Deutschland erscheint die Printversion des Handelsblatts nur fünf Mal in der Woche. Die Ausgaben von Montag bis Donnerstag haben einen Umfang von jeweils 48 Seiten. Die am Freitag veröffentlichte Wochenendausgabe weist in der Regel 64 Seiten auf. Das Handelsblatt enthält gelegentlich auch Beilagen, die von anderen Medien hergestellt worden sind, wie beispielsweise von China Daily. Die Redaktion des Handelsblatts besteht aus den fünf Ressorts Politik, Unternehmen, Finanzen, Ausland und investigative Recherche. Chefökonom ist Bert Rürup. Auf der Titelseite und im Impressum der gedruckten Exemplare verwendet das Handelsblatt die Eigenbezeichnung „Deutschlands Wirtschafts- und Finanzzeitung“. In Anzeigen, die über Veranstaltungen und andere Angebote des Handelsblatts informieren, wird der Claim „Substanz entscheidet“ benutzt. Die Farbe des Corporate Designs ist Orange.

## Online
Ab Mitte der 1990er Jahre gingen, beginnend mit Handelsblatt und Wirtschaftswoche, zahlreiche Objekte der Handelsblatt Media Group mit ihrem Informationsangebot in das Internet. Die Digitalaktivitäten wurden über die Jahre weiter ausgebaut und bildeten neben Print das zweite wichtige Geschäftsfeld.
Von 2011 bis 2015 war Oliver Stock Chefredakteur des Online-Auftritts, er löste Sven Scheffler ab.
Im Zuge der Redaktionsreform wurde Handelsblatt Online 2015 mit der Printredaktion verschmolzen. Die neu geschaffene Gesamtredaktion ist in vier Ressorts (Unternehmen, Wirtschaft & Politik, Finanzen und Agenda) organisiert und arbeitet für alle technischen Plattformen. Oliver Stock wurde dabei in die Chefredaktion berufen. Im Jahre 2017 hat er die Handelsblatt Media Group verlassen.
Handelsblatt Online setzte zunächst auf ein Freemium-Modell, bei dem die Website-Inhalte gratis verfügbar waren oder teilweise hinter der Paywall lagen. Im Mai 2018 führte das Handelsblatt eine neue Paid-Content-Strategie ein. Alle Texte, Videos, Recherchetools und Infografiken wurden kostenpflichtig.

## Auflage
Das Handelsblatt hat wie die meisten deutschen Tageszeitungen in den vergangenen Jahren an Auflage eingebüßt. Nach dem Start des Ende 2012 wieder eingestellten Konkurrenzblattes Financial Times Deutschland im Jahr 2000, ging die verkaufte Auflage um rund 15 Prozent zurück, konnte sich aber bis 2012 auf diesem Niveau halten. Sie beträgt gegenwärtig 115.520 Exemplare. Die verkaufte Auflage ist in den vergangenen 10 Jahren um durchschnittlich 0,2 % pro Jahr gesunken. Im vergangenen Jahr hat sie um 9,5 % abgenommen. Der Anteil der Abonnements an der verkauften Auflage liegt bei 62,1 Prozent.
| 1998   | 1999   | 2000   | 2001   | 2002   | 2003   | 2004   | 2005   | 2006   | 2007   | 2008   | 2009   | 2010   | 2011   | 2012   | 2013   | 2014   | 2015   | 2016   | 2017   | 2018   | 2019   | 2020   | 2021   | 2022   | 2023   | 2024   |
| ------ | ------ | ------ | ------ | ------ | ------ | ------ | ------ | ------ | ------ | ------ | ------ | ------ | ------ | ------ | ------ | ------ | ------ | ------ | ------ | ------ | ------ | ------ | ------ | ------ | ------ | ------ |
| 161347 | 170956 | 170084 | 153657 | 142299 | 148319 | 146706 | 142964 | 142043 | 143978 | 145882 | 139102 | 136625 | 136820 | 138645 | 115345 | 118034 | 123473 | 125600 | 125860 | 128841 | 134897 | 134191 | 124157 | 134787 | 127665 | 115520 |

| 1998   | 1999   | 2000   | 2001   | 2002   | 2003  | 2004  | 2005  | 2006  | 2007  | 2008  | 2009  | 2010  | 2011  | 2012  | 2013  | 2014  | 2015  | 2016  | 2017  | 2018  | 2019  | 2020  | 2021  | 2022  | 2023  | 2024  |
| ------ | ------ | ------ | ------ | ------ | ----- | ----- | ----- | ----- | ----- | ----- | ----- | ----- | ----- | ----- | ----- | ----- | ----- | ----- | ----- | ----- | ----- | ----- | ----- | ----- | ----- | ----- |
| 111287 | 114558 | 119529 | 110520 | 103342 | 98119 | 96520 | 87861 | 86676 | 87715 | 88539 | 83014 | 79321 | 81949 | 81108 | 82260 | 82696 | 83496 | 84443 | 84972 | 85767 | 85162 | 86878 | 84149 | 89594 | 81498 | 71714 |